# Сурамський перевал

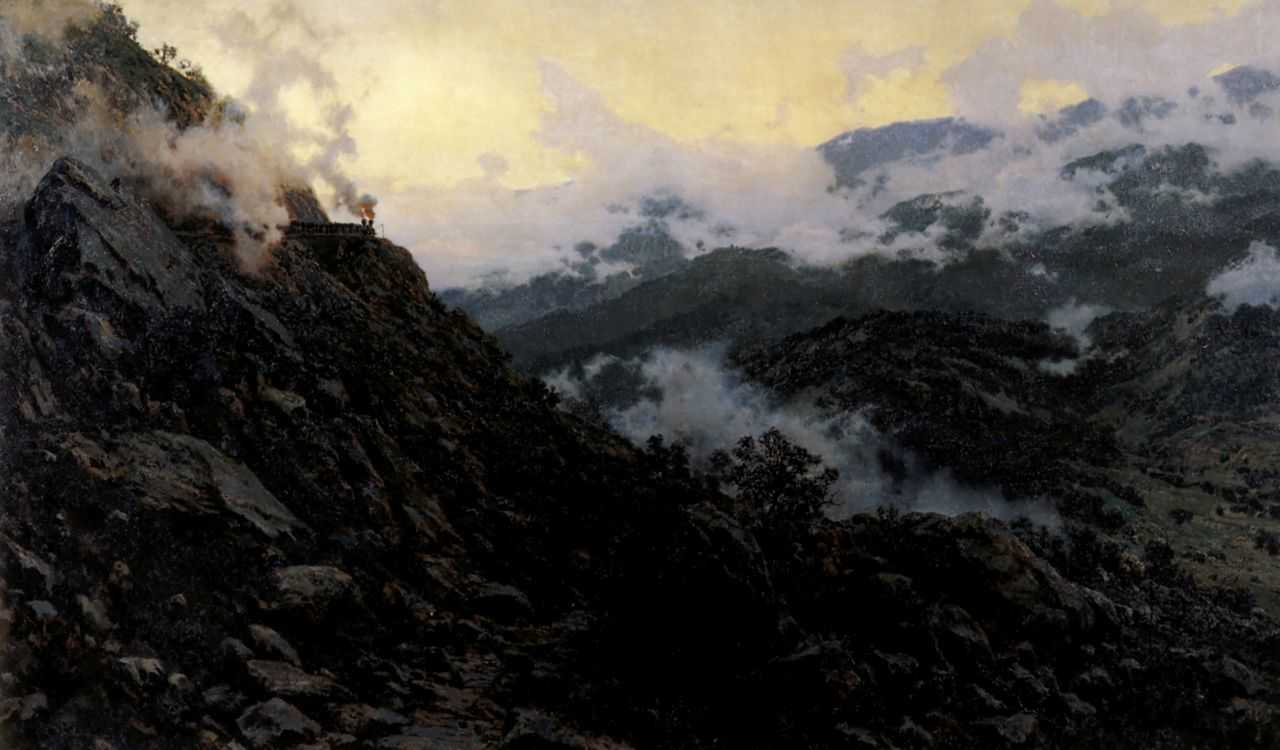
Старий Сурамський перевал. Локомотив можливо побачити ліворуч

Сурамський перева́л (груз. სურამის უღელტეხილი) — гірський перевал (Сурамського) гірського хребта у сьогоденній Грузії. З'єднує Великий Кавказ з Малим Кавказом. Є найнижчим перевалом даного хребта (висота 949 метрів над рівнем моря).
Через перевал проходять автомобільна дорога і залізниця. Через найвищу точку перевалу в 1890 році пробитий Сурамський залізничний тунель, який розташований між станціями Молити і Ципа на ділянці Хашурі — Зестафоні Закавказької залізниці. До проходки тунелю залізнична колія пролягала через гірський перевал. З 1933 року обслуговується першими в СРСР електровозами (спочатку це були електровози серії Сурамський Радянський, потім ВЛ8).

## Залізниця
Залізничне сполучення через Сурамський перевал було відкрите в 1872 році. Ця ділянка залізниці була побудована згідно полегшених технічних умов і мала підйом до 46‰, а мінімальний радіус кривизни — 100 м. Працювали на даній ділянці зчленовані паровози серії Ф типу 0-3-0-0-3-0. Наприкінці 1880-х, коли резерви підвищення пропускної та провізної здатності даної ділянки виявилися повністю вичерпані, були проведені роботи щодо пом'якшення часткового профілю колії, в числі яких було і пробивання Сурамського тунелю дзавдовжки близько 4 км між станціями Ліхі та Ципа. В 1890 році ці роботи були завершені і, завдяки їм, максимальна величина підйому була знижена до 28 ‰, а мінімальний радіус кривих збільшився до 150 м.
Через подальше зростанням перевезень і необхідність поступового виключення з інвентарю паровозів Ферлі, деякі з яких працювали вже понад 50 років, на ділянку були відправлені паровози типу 0-5-0 серії Е, які до 1924 року стали виконувати основну тяглову роботу, обслуговуючи поїзди подвійною і потрійною тягою. На особливо важких ділянках колії до них приєднувалися штовхачі, якими були паровози Ф і Ч (тип 0-4-0). До кінця 1920-х ділянку обслуговували 42 паровози.

## Електрифікація дільниці
В 1928 році були розпочаті роботи зі спорудження гідроелектростанцій (на річках Кура і Ріоні), високовольтних ліній змінного трифазного струму, контактної мережі і підстанцій. Напруга струму на ділянці було встановлена на рівні 3000 В. Паралельно з цим було посилено верхню будову колії, що дозволяло застосовувати локомотиви з осьовим навантаженням 22 тс. Всі роботи по електрифікації були закінчені 1932 року і 2 серпня того ж року відбулася обкатка першого в СРСР електровоза  — С10-01 американського виробництва (фірма «Дженерал Електрик»), а 16 серпня офіційно відкрився рух електровозів через Сурамський перевал. Незабаром на ділянку крім електровозів С стали надходити електровози серій Сі (італійська фірма «Техномазіо Італьяно Броун Бовери») і Сс (заводи Коломенський і «Динамо») — всього 17 електровозів (т.зв. Сурамського типу), які повністю замінили паровози в поїздній роботі, тобто 1 електровоз замінив 2,5 паровоза. Електровози мали рекуперативне гальмування, активно застосовувати яке на ділянці дозволяла схема живлення контактної мережі: трифазний двигун змінного струму, який отримував живлення від зовнішнього електричного кола, приводив в обертання генератор постійного струму на напругу 3000 В.
Влітку 1933 року на ділянку надійшов для випробувань перший електровоз радянської конструкції — ВЛ19, а взимку 1934 року — перший в СРСР пасажирський електровоз серії ПБ21. З 1953 року на ділянку почали надходити для дослідної експлуатації електровози ВЛ8, які незабаром замінили електровози серій С. У 1975 році на перевал надійшов для випробувань електровоз ВЛ11-001. З інших відомих локомотивів на Сурамському перевалі випробовувалися електровози ВЛ10, ВЛ10У, ВЛ15, 4Е10. Також на Сурамському перевалі влітку 2010 року проходив випробування електропоїзд ВМК, побудований об'єднанням «Вагонобудівна Компанія» в місті Руставі.